# Newton Aycliffe
Newton Aycliffe är en ort i Storbritannien.   Den ligger i kommunen Durham i riksdelen England, i den centrala delen av landet, 400 km norr om huvudstaden London. Newton Aycliffe ligger 95 meter över havet och antalet invånare är 26 269.
Terrängen runt Newton Aycliffe är platt. Runt Newton Aycliffe är det tätbefolkat, med 493 invånare per kvadratkilometer. Närmaste större samhälle är Darlington, 10,5 km söder om Newton Aycliffe. Trakten runt Newton Aycliffe består till största delen av jordbruksmark.